# Хронология англоязычного кризиса в Камеруне
В статье представлена хронология Англоязычного кризиса в Камеруне — боевых действий и инцидентов, связанных с ними, на территории Республики Камерун и самопровозглашённой Федеративной Республики Амбазония с 2017 года.

## 2017 год

### Сентябрь
- 9 сентября Совет обороны Амбазонии при Управляющем совете Амбазонии, объявили о развертывании Сил самообороны Амбазонии (ССА) и начале боевых действий для достижения независимости Амбазонии. ССА совершила партизанскую атаку на военную базу в Бесонгабане, округ Манью. Командующий ССА заявил, что его солдатам удалось вернуться на базу целыми и невредимыми. В результате нападения погибли трое камерунских жандармов[1].
- 11 сентября в городе Баменда была взорвана бомба, направленная против силовиков[1]. Ответственность за нападение взял на себя ССА[1].
- 21 сентября в Баменде в результате взрыва самодельной бомбы были ранены трое полицейских. В нападении обвинили сепаратистов, которое губернатор назвал террористическим актом[2].
- 22 сентября камерунские войска открыли огонь по англоязычным демонстрантам. По словам очевидцев, пять человек были застрелены, а многие получили ранения[3]. В Экоке 700 протестующих напали на полицейские участки и вывесили амбазонский флаг в общественных местах.
- 29 сентября камерунские солдаты двинулись в Эюмоджок и захватили ферму, принадлежащую лидеру сепаратистов Сисику Джулиусу Аюку Табе[4].
- В течение сентября было сожжено семь школ[4].

### Октябрь
- 1 октября Амбазония в одностороннем порядке провозгласила свою независимость, а камерунская армия выдвинулась в регион для борьбы с сепаратистами[5]. Десятки тысяч человек вышли на улицы в знак протеста в пользу независимости[6]. По меньшей мере восемь человек погибли в столкновениях между полицией и демонстрантами в Буэа и Баменде. Всего в тот день силовиками было убито 20 демонстрантов[7]. Сепаратисты выбирают эту дату для проведения массовых демонстраций и объявления независимости, так как это годовщина объединения Камеруна и Южного Камеруна[8].
- 9 октября камерунские военные заявили, что не позволили «сотням нигерийских боевиков» войти в Южный Камерун, чтобы присоединиться к борьбе за независимость Амбазонии[9].

### Ноябрь
- 8 ноября боевики ССА убили двух или трех камерунских жандармов в Баменде[10]. ССА взяла на себя ответственность за теракты[11], которые были осуждены Временным правительством Амбазонии, которое на тот момент не поддерживало вооружённую борьбу[12].
- 9 ноября Камерун выдал международные ордера на арест 15 лидеров сепаратистов, в том числе президента Аюка Табе[13]. Следующей ночью двое камерунских солдат были убиты сепаратистами в ходе двух нападений[14].
- 14 ноября в Баменде произошло четыре взрыва, ни одно из которых не привело к жертвам[6].
- 29 ноября сепаратисты напали на военную колонну в Мамфе[15], убив двух солдат и двух полицейских[16]. Один военнослужащий отделался ранениями. Боевики захватили большое количество оружия[17].
- 30 ноября боевики сепаратистов убили пятерых полицейских и солдата в Эюмоджоке. Нападавшие утверждали, что они лояльны ОФЮККА, сепаратистскому движению в изгнании[17].
- В течение ноября было подтверждено, что 8 солдат, не менее 14 гражданских лиц и 5 беженцев были убиты в результате конфликта. Судя по сводным цифрам из новостных сообщений, реальное число смертей было несколько выше официально заявленных[15].

### Декабрь
- 1 декабря, в преддверии запланированного камерунского наступления, власти департамента Манью приказали жителям 16 деревень эвакуироваться, заявив, что любой, кто нарушит этот приказ, будет рассматриваться как сепаратист[18].
- 4 декабря правительство Камеруна официально объявило войну «этим террористам, стремящимся к отделению», имея в виду ССА[16].
- 7 декабря камерунские войска отбили деревни Бафия и Муйенге[19].
- 9 декабря в результате нападения на военный пост возле Мамфе погибли шесть сепаратистов и один камерунский полицейский. Правительство Камеруна заявило, что в нападении приняли участие 200 партизан, которые использовали ружья, копья и мачете[20].
- 13 декабря 23 человека, в том числе несовершеннолетние, были арестованы силами безопасности в Дади и впоследствии подвергнуты жестоким пыткам. Один из арестованных позже скончался в тюрьме[7].
- 14 декабря элитное армейское подразделение начало операцию по освобождению сел, контролируемых сепаратистами[21]. В деревне Бодам солдаты открыли беспорядочный огонь по убегающим мирным жителям и казнили одного пожилого мужчину, пытавшегося защититься тростью. Во время атаки было сожжено несколько домов. Большинство жителей деревни бежали в Нигерию.
- 15 декабря закончились дни ожесточенных боев в Мамфе. Обе стороны заявили о своей победе: камерунская армия заявила, что отбила Мамфе у ССА, в то время как ССА заявила, что никогда не оккупировала Мамфе, а лишь имела на его территории линию соприкосновения[22].
- 18 декабря четверо жандармов были убиты сепаратистами в Кембонге[23].
- 20 декабря нигерийские источники заявили, что камерунские солдаты пересекли границу с Нигерией в погоне за боевиками-сепаратистами. В то время как правительства Нигерии и Камеруна отрицали, что такие инциденты имели место, камерунские военные ранее обвиняли Нигерию в укрывательстве сепаратистов[23].
- В период с 18 по 23 декабря камерунские войска разрушили десятки домов и убили, избили и арестовали несколько мирных жителей в Кембонге и Бабонге, департаменте Манью, в отместку за убийство силовиков[21].
- 25 декабря в Токо Ндианского округа были ранены два жандарма и комбриг. Также была сожжена резиденция гражданского администратора Токо[24].

## 2018 год

### Январь
- 5 января в Нигерии неизвестными были задержаны члены временного правительства Амбазонии. Голос Америки сообщил, что президент Сисику Джулиус Аюк Табе и еще шесть человек были взяты под стражу в отеле в Абудже[25]. В более поздних сообщениях утверждалось, что лидеры сепаратистов были экстрадированы в Камерун. Позже эти сообщения были признаны ложными, поскольку в феврале Нигерия освободила некоторых лидеров[25]. Однако в апреле правительство Камеруна сообщило, что лидеры сепаратистов действительно были экстрадированы 26 января[26]. Среди 47 человек большинство подали прошения о политическом убежище[26]. В Кембоне, департаменте Меме, сепаратисты атаковали правительственных солдат[27].
- 12 января в Комбоне были убиты два жандарма[7].
- 14 января сепаратисты похитили двух солдат в Кембоне, департаменте Меме, и предположительно убили и обезглавили одного из них. Камерунская армия атаковала деревню Кваква и сожгла дома мирных жителей.
- 18 января солдаты убили не менее семи мирных жителей и сожгли сотни домов в Квакве.
- 25 января сепаратисты атаковали камерунский пограничный переход с нигерийской стороны реки Кросс[28]. В Экоке округа Манью ССА уничтожила таможню и пост жандармерии. В результате нападения двое правительственных солдат получили ранения[29].
- 29 января «Тигры Амбазонии» взяли в заложники нескольких старших администраторов в Бангеме[30].
- 31 января Нигерия заявила, что 80 камерунских жандармов перебрались в Нигерию, чтобы преследовать сепаратистов, после того как сепаратисты бежали через границу[31].

### Февраль
- 1 февраля сепаратисты убили трех камерунских жандармов в городах Северо-Западного региона[32].
- 4 февраля было объявлено, что доктор Самуэль Икоме Сако станет исполняющим обязанности президента Федеративной Республики Амбазония, временно сменив Табе[33].
- 11 февраля трое камерунских солдат были убиты и четверо ранены в городе Кембонг, через несколько часов после того, как президент Бийя назвал ситуацию в Южном Камеруне «стабильной»[34].
- 12 февраля местный вождь в Мундембе был застрелен сепаратистами. Сепаратисты утверждали, что он помогал армии в задержании сепаратистов[35].
- 14 февраля сепаратисты объявили в социальных сетях, что захватили камерунского офицера. Камерунские военные подтвердили пропажу высокопоставленного чиновника[36].
- 20 февраля камерунские солдаты убили двух боевиков-сепаратистов в Мундембе[37].
- 21 февраля в Томбеле Юго-Западного региона подозреваемыми в связх с сепаратистами был убит учитель[38].
- 24 февраля сепаратисты похитили регионального представителя правительства по социальным вопросам в Северо-Западном регионе, это второе похищение за две недели. ССА заявила о своей готовности обменять похищенных чиновников на находящихся в заключении сепаратистских активистов. В Нгути, Кумба, 25 боевиков сожгли резиденцию временного вождя, обвинив его в сотрудничестве с камерунской армией. Они также избили семерых старейшин в тщетной попытке найти вождя. В Нжиникоме в результате двухдневных столкновений погибли по меньшей мере три человека, в том числе один мирный житель и двое боевиков-сепаратистов[39].

### Март
- 3 марта произошла битва при Батибо. Это было крупнейшее столкновение между силами безопасности и сепаратистами. Согласно сообщениям, сепаратисты напали на камерунских солдат, которые праздновали недавний захват большинства деревень в подразделении Батибо[40]. Хотя число жертв оставалось неясным, в социальных сетях циркулировала информация о том, что в бою погибли 70 силовиков и сотни сепаратистов. После столкновения более 4000 местных жителей бежали[41].
- 7 марта в результате столкновения в Мундембе департамента Ндиан погиб один камерунский солдат и около дюжины боевиков-сепаратистов. Еще двое сепаратистов задержаны[42].
- 11 марта амбазонские силы опубликовали видео с похищенным государственным чиновником[43].
- 13 марта в селе Нгути шли ожесточенные бои, вынудившие мирных жителей скрываться в лесах[44].
- 19 марта силы безопасности спасли профессора, который за два дня до этого был схвачен людьми, выдававшими себя за ССА[45].
- 20 марта камерунские войска освободили двух камерунских и одного тунисского заложника в департаменте Мем . Заложники были взяты за пять дней до этого, а еще один тунисский заложник уже был убит похитителями[45].
- 30 марта в Конье, департаменте Меме, был убит солдат в результате боёв[46].

### Апрель
- 4 апреля Камерун освободил семь швейцарских, шесть камерунских и пять итальянских заложников в англоязычной зоне. Хотя Камерун утверждал, что за захватом заложников стояли «террористы-сепаратисты», ССА отрицал какую-либо ответственность, заявляя, что «ССА не берет заложников. ССА арестовывает пособников и пособников Камеруна, но не арестовывает иностранных граждан»[47].
- 7 апреля двое солдат были убиты и несколько ранены на посту охраны Азиз, Юго-Западный регион[48].
- 11 апреля, по данным газеты The Voice, камерунские солдаты убили 18 мирных жителей и уничтожили их имущество в отместку за убийство комиссара. Камерунская армия отрицает инцидент. В другом случае сепаратисты напали на военную колонну в Экондо-Тити, департамент Ндиан, ранив трех солдат. По данным камерунских военных, сепаратистов в итоге удалось нейтрализовать, и колонна достигла места назначения[49].
- 12 апреля камерунский солдат был застрелен при расчистке блокпоста, установленного сепаратистами[50].
- 13 апреля возле деревень Эдики и Бомбе-Бакунду департамента Мунго произошли перестрелки, в результате чего сотни мирных жителей бежали в Мбангу[51].
- 18 апреля трое камерунских солдат были убиты в результате нападения в Эюмоджоке[52].
- 20 апреля двое камерунских солдат погибли и еще четверо получили ранения в результате взрыва фугаса в городе Эюмедджок, недалеко от границы с Нигерией[53].
- 23 апреля при возможной попытке покушения на губернатора Юго-Западного региона сепаратисты обстреляли его колонну. О пострадавших не сообщается[48].
- 25 апреля после боя сепаратисты вынудили камерунскую армию отступить из города Белу[54].
- 28 апреля в Северо-Западном регионе были убиты два камерунских жандарма. По местным сообщениям, в плен попали несколько жандармов. В юго-западном регионе камерунская армия двинулась в Муньенге, Бафиа и Иката, вынудив тысячи людей бежать в пустыню. По словам анонимного социального работника, во время поисков солдатами сепаратистов было сожжено несколько зданий, в том числе дворцы местных вождей[45].

### Май
- 2 мая трое камерунских солдат были убиты при нападении на военную базу в городе Мбонге, Юго-Западного региона.
- 6 мая в Муюке шли ожесточенные бои[55].
- 8 мая неизвестные напали на государственную среднюю школу в Бафуте, департамент Мезам[56].
- 10 мая сепаратисты напали на полицейский участок в Муюке и освободили не менее четырех задержанных. О пострадавших не сообщается[57].
- 15 мая Манкон подвергся нападению батальона быстрого реагирования и ВВС. По меньшей мере один мирный житель был убит и несколько зданий были разрушены.
- 20 мая, пытаясь бойкотировать празднование Национального дня Камеруна, амбазонские силы нанесли удары по нескольким деревням Южного Камеруна, включая Конье, Батибо и Экона. В бою у Батибо были убиты четверо полицейских и трое боевиков[58]. Мэр города Бангем был похищен за то, что раздавал униформу людям для участия в праздничных церемониях[59].
- 25 мая камерунские солдаты напали на мотель в Менке, убив 27 боевиков, взявших 15 заложников, пятеро из которых погибли во время перестрелки. В то время как камерунская армия утверждала, что боевики были сепаратистами, жители деревни утверждали, что они были преступниками[60].
- В неустановленное время в мае камерунская армия отбила Бело у сепаратистов. Бои вокруг города продолжались до конца мая, а большинство местных жителей бежало[61].

## 2022 год

### Январь
- 3 января сепаратисты взорвали самодельное взрывное устройство (СВУ) в городе Лимбе Юго-Западного региона, где пройдут матчи перенесенного на 2021 год Кубка африканских наций (AFCON). Боевики-сепаратисты, поклявшиеся сорвать Кубок африканских наций 2021 года в городе, заявили в социальных сетях, что несут ответственность за взрыв, и заявили, что это «предупредительный знак того, что они будут делать во время AFCON»[62].
- Отложенный AFCON планируется провести в Лимбе и Буэа, начиная с 9 января. Камерун направил в города дополнительные войска, а сепаратисты выдвинули протест Конфедерации африканского футбола против проведения турнира[63].
- 8 января солдаты камерунской армии, совершавшие патрулирование на военных бронемобиля, попали в засаду в Бафуте. Правительственные силы вышли из Санта и были застигнуты врасплох бойцами сепаратистов, скрывающимися в лесу. По предварительным данным, несколько солдат получили ранения[64].
- 11 января в Баменде был убит сенатор СДФ Генри Кеменде[65].
- 12 января сборная Мали по футболу приостановила тренировки перед игрой AFCON против Туниса после столкновений между сепаратистами и вооруженными силами Камеруна в Буэа, в результате которых погибли двое участников. Трое полицейских также были ранены самодельной бомбой[66]. В другом инциденте недалеко от Буэа камерунский солдат был убит в засаде, устроенной сепаратистами с помощью СВУ; Силы обороны Амбазонии (ССА) взяли на себя ответственность[65]. Федерация футбола Туниса приняла решение отменить послематчевую сессию восстановления сборной Туниса по футболу из-за угроз безопасности[67].
- 15 января вооруженные сепаратисты похитили восемь рабочих плантаций в Тико, обвинив их в сотрудничестве с камерунскими военными. Рабочие плантации были освобождены через девять дней; по словам сепаратистов, рабочие поклялись в будущем не сотрудничать с камерунскими военными[68].
- 18 января по меньшей мере один камерунский солдат был убит, еще несколько получили ранения и две машины были уничтожены в результате засады сепаратистов с помощью СВУ между Буэа и Муюкой[69].
- 20 января камерунские военные убили командира сепаратистов «генерала Эбубе» и двух его лейтенантов в Нсехе в департаменте Буй[70].
- 21 января в Бабесси произошли столкновения между боевиками сепаратистов и камерунской армией[71].
- 24 января в Буи вспыхнула перестрелка между боевиками сепаратистов и камерунской армией[72].
- 25 января камерунский солдат был застрелен и обезглавлен во время рейда сепаратистов в Баменяме, Западный регион. Сообщается, что еще несколько солдат получили ранения. ССА взяла на себя ответственность[73].
- 28 января камерунский полицейский был застрелен боевиками сепаратистов в Баменде. ССА взяла на себя ответственность[74]. В Бамбаланге, Северо-Западный регион, четверо сепаратистов были нейтрализованы, а их оружие было захвачено камерунской армией[75].
- 31 января сепаратистское ополчение, известное как «Воины Буи», сражалось с камерунскими войсками в Бамкикае, Кумбо, пока камерунская армия не отступила из этого района. По сообщениям, по меньшей мере трое камерунских солдат были убиты, а одна военная машина уничтожена[76].

### Февраль
- 1 февраля боевики сепаратистов атаковали и сожгли военную базу в Бали Ньонга, Мезам. Сепаратисты ограничили движение на дороге Баменда — Мбенгви и создали там свои блокпосты[77].
- 2 февраля президент Самуэль Икоме Сако был привлечен к ответственности лояльной ему законодательной ветвью власти Временного правительства, что усложнило затянувшийся кризис руководства Амбазонии[78].
- 16 февраля сообщалось, что столкновения между ССА и СВА привели к гибели нескольких десятков солдат Амбазонии. Столкновения произошли в шести разных городах, причем бои в Кумбо охарактеризованы как особенно кровопролитные[79].
- 25 февраля боевики ССА похитили десять учителей школы для детей-инвалидов в Нгомхаме, Баменда[80]. Сепаратистский генерал был убит камерунской армией в Кумбе, Юго-Западный регион[81].

### Март
- 2 марта семь человек, включая командира дивизии и мэра города, были убиты в засаде, устроенной сепаратистами в Экондо-Тити Юго-Западного региона. Ответственность на себя взяла ССА[82].
- 9 марта убит Кума Ачоу Альберт — правитель племени Эсу в Менчуме, так-как тот, по словам сепаратистов, препятствовал вступлению молодёжи в ряды амбазонской армии. Впоследствии, молодёжь племени сожгла несколько домов, ферм и мечеть, из-за чего пострадало 6 человек. Камерун был вынужден выслать в регион армию, дабы предотвратить эскалацию ситуации[83].
- 13 марта повстанцы ССА были включены в состав Национальной лиги Бифары на одно из своих воинских баз на полуострове Бакасси. Сообщается, что группировки планировали совместные операции с полуострова и наступление в район Ндиана[84].
- 18 марта после наступления ВС Камеруна по линии Кумбо-Ндоп-Вум-Бафут-Ком, части сепаратистов были вынуждены отступить из городов в сельскую местность. Камерунские представители сообщили об уничтожении 20 сепаратистов, а также о переброске воинских частей в сельскую местность. Сепаратисты же отрицают потери и сообщают об организованном отступлении, так-как объективно не могли удерживать те позиции имеющимися силами[85].
- 27 марта поступило сообщение об убийстве разъярённой толпой печально известного генерала одной из группировок сепаратистов в Нгие, департаменте Момо, Северо-западного региона[86].
- 29 марта произошло боестолкновение между камерунской армией и отдельными частями сепаратистов после взрыва моста, по которому двигалась камерунская колонна[87]. В Мбонгонге, по словам властей, сепаратисты убили трёх этнических фулани, в ответ же правительство Амбазонии обвинило в этом Камерун. Чуть позже, камерунская армия и боевики фулами сожгли дома в одной из деревень, оправдывая своим действием убийства трёх улани. Как минимум одно гражданское лицо погибло[88].

### Апрель
- 8 апреля Генерал Инсобу — командующий одного из подразделений ВС Амбазонии был убит другой враждебной сепаратисткой группировкой — Войнами Единства Буи[89].
- 17 апреля произошли боевые столкновение в Баменде[90].
- 25 апреля была остановлена торговля между Камеруном и Нигерией, а также закрыта государственная граница в связи с почти полным контролем над ней силами Амбазонии и Сети восточной безопасности[91].

### Май
- 15 мая Амбазонией была взята под контроль и заблокирована трасса Мамфе-Экок, что фактически привело к перекрытию панафриканской трассы № 8 «Лагос-Момбаса» и трассу национального значения Камеруна № 6[фр.][92].
- 16 мая Амбазонские силы штурмом взяли Мбаланги, после чего устроив пытки и расправы местному населению, обвинив их в сотрудничестве с Камеруном[93].
- 19 мая был убит военачальник армии Амбазонии — Лайон Дор в результате боестолкновения[94].
- 29 мая, силы Амбазонии, войдя в ряд приграничных деревень для очередной расправы, в результате погони за местными жителями пересекли границу Нигерии, спровоцировав конфликт с группировками Бифары[95].

### Июль
- 12 июля был убит фельдмаршал ВС Амбазонии — Лекеака Оливер, лидер элитного подразделения «Красные драконы». Как сообщает правительство Камеруна — их подразделения и убили командующего[96], однако же сепаратисты заявляют о его гибели в результате наёмного убийства[97].
- 31 июля начата трёхсторонняя атака на силы ССА в Батибо, в результате чего обе стороны, понеся значимые потери, однако ни одна из сторон не изменила свои позиции[98]. Ввиду потерь, ССА отменили свою операцию по наступлению в Баменде[99].

### Август
- 28 августа прошло широкомасштабное наступление ВС Амбазонии как минимум по трём направлениям. В наступлении использовали тактику засад, асимметричных сражений, а также были использованы РПГ[100][101].

### Сентябрь
- 7 сентября силы Амабзонии смогли установить 10-дневную изоляцию Буэа[102].
- 10 сентября Президентом Амбазонии себя провозгласил уже четвёртый претендент — Крис Ану, брат Лекеаки Оливера и член Временного Правительства Амбазонии, однако его притязания фактически никем не поддерживаются, и данное провозглашение никак не повлияло на ситуацию[103].